# Кунья (Паредеш-де-Кора)
Кунья (порт. Cunha) — район (фрегезия) в Португалии, входит в округ Виана-ду-Каштелу. 

## География
Является составной частью муниципалитета Паредеш-де-Кора. По старому административному делению входил в провинцию Минью. Входит в экономико-статистический субрегион Минью-Лима, который входит в Северный регион. Занимает площадь 11,75 км².